# Люхово (Поморське воєводство)
Люхово (пол. Luchowo, нім. Luch) — село в Польщі, у гміні Сментово-Ґранічне Староґардського повіту Поморського воєводства.
Населення — 192 особи (2011).
У 1975-1998 роках село належало до Гданського воєводства.

## Демографія
Демографічна структура станом на 31 березня 2011 року:
|          | Загалом | Допрацездатний вік | Працездатний вік | Постпрацездатний вік |
| -------- | ------- | ------------------ | ---------------- | -------------------- |
| Чоловіки | 92      | 26                 | 64               | 2                    |
| Жінки    | 100     | 33                 | 56               | 11                   |
| Разом    | 192     | 59                 | 120              | 13                   |